# Carrie-Anne Moss
Carrie-Anne Moss (født 21. august 1967) er en canadisk skuespillerinde, kendt for sine roller i The Matrix (trilogi), Memento, Unthinkable, og Chocolat.

## Liv og karriere
Carrie-Anne Moss blev født i Burnaby, British Columbia som barn af Melvyn og Barbara Moss. Hun blev opkaldt efter The Hollies hit fra 1967 "Carrie Anne". Moss opvoksede i Vancouver hos sin mor. Som 11-årig blev hun indskrevet på Vancouvers musikalske børneteater og tog senere på turné i Europa, hvor hun fik en rolle i dramaserien Dark Justice, som var hendes første tv-optræden. Hun tog fra Barcelona til Los Angeles, Californien i 1992.
Hendes gennembrud var som den læderklædte hacker Trinity i The Matrix fra 1999. Hun var også med i to fortsættelser af denne, samt en canadisk tv-serie af samme navn.
Efter successen med The Matrix optrådte hun sammen med Burt Reynolds og Richard Dreyfuss i Disney-komedien The Crew. Hun spillede den kvindelige hovedrolle i Red Planet for Warner Bros. med Val Kilmer i den mandlige hovedrolle og samme år (2000) i den Oscar-nominerede film, Chocolat. Samme år havde hun rollen som Natalie i Memento, for hvilken hun blev belønnet med Independent Spirit Award.I 2007 var hun med i Desturbia sammen med bl.a. Shia laBeouf. I 2010 spillede hun rollen som agent Helen Brody i Unthinkable. Hun har også ledende roller i Silent Hill: Revelation (2012) og Pompeii (2014). 

### Privatliv
Moss blev gift med skuespilleren Steven Roy i 1999. De har to sønner, født i 2003, og 2005, samt en datter, født i 2009.

## Priser
- 2007: Genie Award, Bedste kvindelige birolle (Snow Cake)
- 2007: Vancouver Film Critics Circle Award, Bedste kvindelige hovedrolle (Fido)
- 2002: Independent Spirit Award, Bedste kvindelige hovedrolle (Memento)
- 2000: Empire Award, Bedste debut (The Matrix)